# Гречин Андрій Володимирович
Андрій Володимирович Гречин  (рос. Андрей Владимирович Гречин, 21 жовтня 1987) — російський плавець, олімпійський медаліст.

## Виступи на Олімпіадах
| Олімпіада   | Дисципліна                            | Місце |
| ----------- | ------------------------------------- | ----- |
| Пекін 2008  | плавання на 50 метрів вільним стилем  | 17    |
| Пекін 2008  | плавання на 100 метрів вільним стилем | 15    |
| Пекін 2008  | естафета 4 × 100 вільним стилем       | 9     |
| Пекін 2008  | комплексна естафета 4 × 100           | 4     |
| Лондон 2012 | плавання на 50 метрів вільним стилем  | 10    |
| Лондон 2012 | естафета 4 × 100 вільним стилем       | 3     |
| Лондон 2012 | комплексна естафета 4 × 100           | 12    |

## Зовнішні посилання
- Досьє на sport.references.com [Архівовано 21 жовтня 2012 у Wayback Machine.]